# 漢納嶺
漢納嶺（英語：Hannah Ridge）是南極洲的山嶺，位於伊莉莎白女王地，屬於彭薩科拉山脈中尼普頓山脈的一部分，長9公里，美國地質調查局根據測量和該國海軍的空中照片繪入地圖，現時由南極條約體系管理。
83°36′S 55°10′W / 83.600°S 55.167°W